# Pichler Bódog Károly
Pichler Bódog Károly (Pécs, 1833. – Kolozsvár, 1876. február 8.) magyar karmester, zeneszerző, zenész.

## Életpályája
Schmidt Péter tanítványa volt. Szülővárosában 1848-ban bemutatták egy nyitányát. Különböző osztrák városokban működött. Az akkor éppen Pettauban tevékenykedő Pichler első díjat nyert a Pécsi Dalárda férfikari pályázatán Nincs babérom, hogy véletek megoszthatnám c.  művével. 1862-től Linzben (1862–1866), Olmützben (1866-) és Pozsonyban színházi karmesterként dolgozott. 1867-ben Kolozsvárra költözött; a színházhoz szerződött, majd a helyi énekakadémia alapító-igazgatója volt. 1873-ban, saját szövegére írott Visegrád c. művét két év múlva átdolgozva, Zách Klára címmel nyújtotta be a Nemzeti Színház operabíráló bizottságának, de nem fogadták el előadásra.